# Joseph Lane
Fu un rappresentante di Evansville alla legislatura e prestò servizio nella guerra messico-statunitense diventando generale. Il presidente James Knox Polk lo nominò primo governatore del territorio dell'Oregon. Quando l'Oregon diventò uno Stato nel 1859, Lane divenne uno dei primi due senatori dell'Oregon.
Nel 1860 Lane fu nominato vicepresidente dell'ala sudista pro-schiavismo nel partito Democratico, così come il compagno nelle elezioni John C. Breckinridge. L'opinione pro-schiavismo di Lane e la sua simpatia per gli Stati Confederati d'America nella guerra di secessione americana posero fine alla sua carriera politica in Oregon.
Un suo figlio fu eletto rappresentante ed un nipote divenne senatore, rendendo Lane il patriarca di una delle più importanti famiglie politiche degli Stati Uniti.

## Biografia

### Gioventù
Joseph Lane nacque nella contea di Buncombe il 14 dicembre 1801 da una famiglia di estrazione inglese con radici nella Virginia coloniale. Il padre John Lane era un veterano della guerra d'indipendenza americana. La famiglia Lane si trasferì in Kentucky dalla Carolina del Nord quando Joseph era ragazzo.
Lane lasciò casa all'età di 15 anni e si sposò quattro anni dopo. Si trasferì ad Evansville nel 1820. Lane e la moglie, Polly Hart Lane, ebbero dieci figli.
Lane era in gran parte autodidatta, ed aveva imparato a conoscere il mondo dai libri che leggeva di notte. Durante il giorno lavorava guadagnando denaro, investendolo poco dopo nell'acquisto di una chiatta con la quale trasportava materiale su e giù per il fiume Ohio. Fu un successo finanziario.
Lane era un grande oratore, un talento che lo aiutò a vincere le elezioni alla Camera dei rappresentanti dell'Indiana nel 1822 all'età di soli 21 anni. Vi rimase dal 1822 al 1823, dal 1830 al 1833 e dal 1838 al 1839. Si trasferì poi al Senato dell'Indiana dove rimase dal 1839 al 1840 e dal 1844 al 1846. Stimato dai suoi colleghi, Lane fu nominato capitano della milizia locale mentre era ancora giovane.

### Guerra messico-statunitense
Nel 1846 scoppiò la guerra messico-statunitense. Lane diede le dimissioni da senatore dello Stato e si arruolò in una compagnia di volontari dell'Indiana. La sua compagnia fu assegnata al 2º reggimento volontari dell'Indiana e Lane fu nominato colonnello nel giugno del 1846. Fu nominato generale di brigata dei volontari meno di una settimana dopo.
Lane e le truppe dell'Indiana furono trasferiti in Messico, dove Lane combatté con onore patendo due ferite minori da arma da fuoco, e divenne brevetto maggior generale nel 1847. Lane comandò la brigata dell'Indiana nella battaglia di Buena Vista, dove fu al servizio del generale e futuro presidente Zachary Taylor.
Lane guidò anche la spedizione che liberò Puebla dall'assedio, sconfiggendo Antonio López de Santa Anna nella battaglia di Huamantla.

### Territorio dell'Oregon
Appena tornato dal MEssico, il presidente Polk lo nominò governatore del territorio dell'Oregon. Lane ricevette l'incarico il 18 agosto 1848 e giunse in Oregon il 3 marzo 1849 dopo un duro viaggio invernale sulla pista dell'Oregon. Dopo aver raggiunto Oregon City, il primo atto ufficiale di Lane fu l'indizione del primo censimento del territorio, che riportò un totale di 8785 cittadini americani e 298 cittadini stranieri.
Tra i primi compiti di Lane vi fu anche l'arresto di cinque indiani Cayuse accusati del massacro Whitman. Gli accusati furono condotti a Oregon City per il processo, condannati ed impiccati.
Lane diede le dimissioni da governatore territoriale il 18 giugno 1850 a favore di un nuovo incaricato. Il 2 giugno 1851 Lane fu eletto delegato del territorio dell'Oregon al Congresso come democratico. Nel maggio 1853 fu governatore territoriale per tre giorni durante le dimissioni dell'impopolare John Pollard Gaines. Lane concorse per la rielezione da delegato, vincendo il 6 giugno 1853. Lane fu eletto per altri due mandati da delegato nelle elezioni di giugno 1855 e di giugno 1857. Fu poi eletto come uno dei primi due senatori dell'Oregon quando questo divenne stato nel 1859.

### Operazioni militari contro gli indiani
Nel 1853, dopo essere stato rieletto delegato nel 1853 ma prima di partire per Washington, Lane fu nominato generale di brigata dei volontari che sedarono le violenze dei nativi americani. Lane guidò i propri uomini in Oregon meridionale per fermare gli attacchi indiani contro i coloni ed i minatori della zona. Lane fu ferito nuovamente in una schermaglia a Table Rock, nella Sams Valley, non lontano dalle odierne città di Medford e Central Point.
Lane fu anche partecipante attivo delle cosiddette guerre del fiume Rogue del 1855–1856.

### Candidatura a vicepresidente e declino politico
Nel 1860 il partito Democratico si divise sul problema dello schiavismo. I democratici a favore del sud abbandonarono la convention nazionale e nominarono i propri due candidati: John C. Breckinridge a presidente e Lane a vicepresidente.
Questa nomina da parte dei "democratici sudisti" fu sconfitta. Con la sconfitta da vicepresidente e l'inizio della guerra di secessione la carriera politica di Lane si chiuse. Le sue opinioni a favore dello schiavismo erano considerate controverse in Oregon, e la sua simpatia per i secessionisti era totalmente inaccettabile. Lane divenne noto per una discussione con Andrew Johnson del Tennessee l'ultimo giorno del suo mandato da senatore. Johnson aveva parlato a favore dell'Unione ed aveva criticato la secessione. Il merito della sconfitta poco dopo in Tennessee di un referendum sulla secessione viene dato al discorso di Johnson. Il 2 marzo Lane accusò Johnson di aver "venduto il proprio diritto di nascita" da sudista. Johnson rispose definendo Lane ipocrita, avendo sostenuto un movimento di tradimento nei confronti degli Stati Uniti d'America.

### Vecchiaia

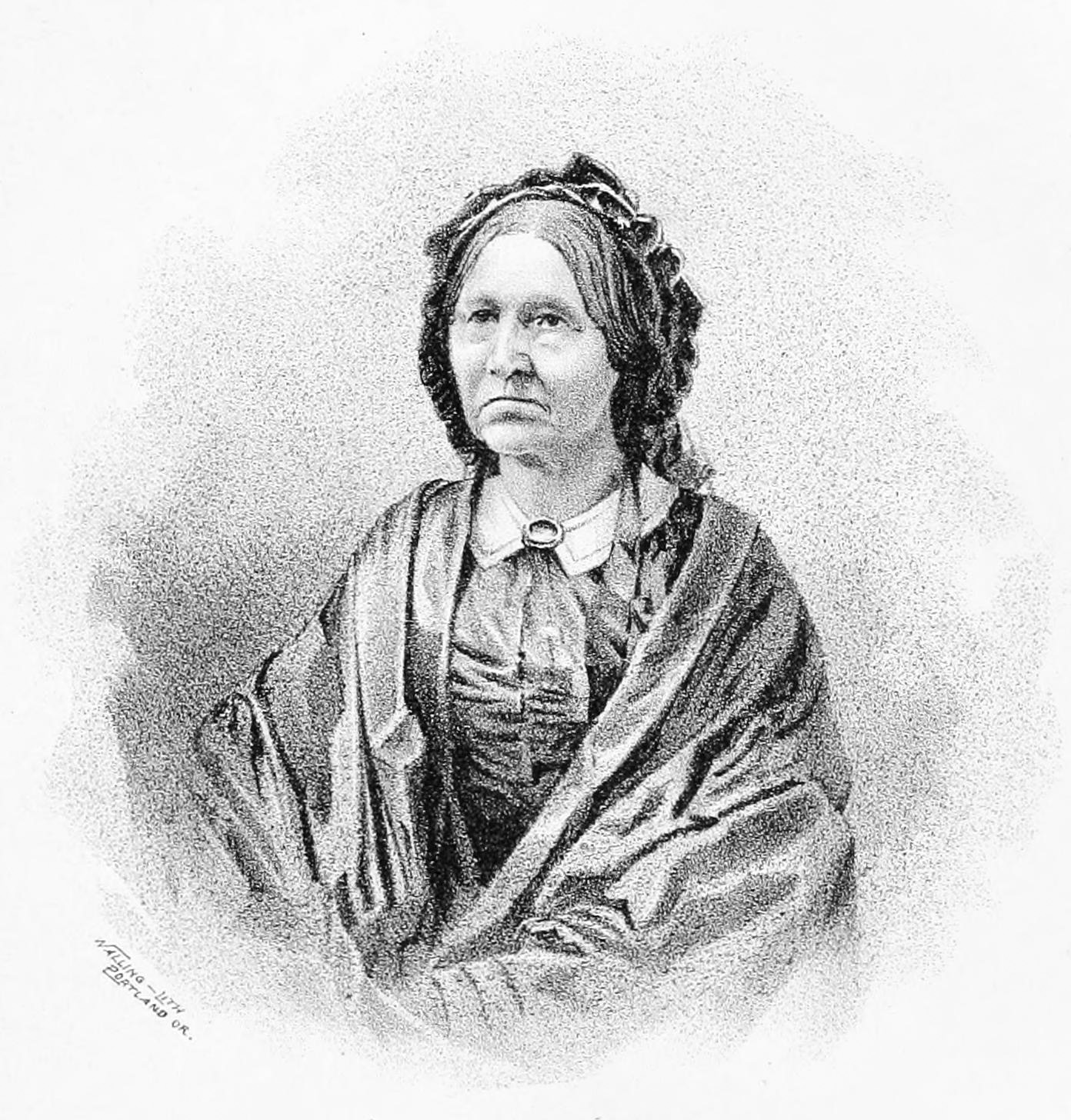
Ritratto di Polly Hart Lane, moglie del generale Joseph Lane

Nel 1851 Lane era proprietario di 259 ettari di terreno poco a nord di Roseburg (Oregon). In seguito acquistò un ranch da 809 ettari circa 17 km ad est della città, che gestì per molti anni prima di cederlo al figlio. Lane edificò anche una casa che dominava il fiume South Umpqua. Dopo il termine del mandato in senato si ritirò nel 1861. Nonostante rimase un fermo sostenitore dei secessionisti, Lane continuò ad abitare il proprio ranch e non partecipò ai combattimenti, né tornò in politica in futuro. Si tenne però uno schiavo personale fino al 1878, in violazione delle leggi dell'Oregon che avevano bandito lo schiavismo già prima della guerra di secessine.
Lane fu battezzato dalla Chiesa cattolica nel 1867. Rimase un credente devoto.

### Morte e retaggio
Lane morì a casa propria il 19 aprile 1881. Fu sepolto nel Roseburg Memorial Gardens.
La casa della figlia di Lane a Roseburg, dove trascorse buona parte del suo tempo, è oggi un museo gestito dalla Douglas County Historical Society. Conosciuta come Creed Floed House, la Floed–Lane House o più semplicemente la Joseph Lane House, è oggi inserita nel National Register of Historic Places. Lane non abitò mai a Floed-Lane House.
La contea di Lane (Oregon) prende il nome da lui, così come la Joseph Lane Middle School di Roseburg e la Joseph Lane Middle School di Portland.
Il figlio di Lane, Lafayette Lane, fu rappresentante al Congresso dal 1875 al 1877. Il figlio John Lane combatté la guerra di secessione tra le file della Confederazione. Il nipote di Lane, Harry Lane, fu sindaco di Portland e senatore al Congresso dal 1913 alla sua morte avvenuta nel 1917.